# Битка при планината Гаурус
Битката на планината Гаурус (на латински: Mount Gaurus; Monte Gauro) се състои вероятно през 342 пр.н.е. между Римската република и самнитите по време на Първата самнитска война (343 – 341 пр.н.е.).
Римляните са командвани от Марк Валерий Корв и побеждават самнитите при планината Гаурус (днес Monte Barbaro) близо до град Куме, западно от Неапол. Картаген поздравява победителите и подарява на Рим една златна корона за храма на Юпитър.